# Krętakowate
Krętakowate (Gyrinidae) – rodzina wodnych chrząszczy z podrzędu drapieżnych, wchodząca w skład kladu Hydradephaga. Przystosowane do życia na powierzchni wody, gdzie pływają, tworząc po torze kolistym lub spiralnym. Obejmują około 900 gatunków. Rozprzestrzenione na całym świecie.

## Morfologia

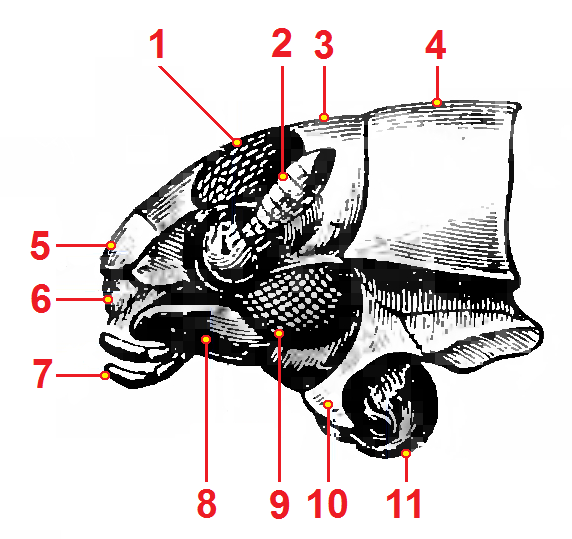
Boczny widok przodu ciała; 1: górna część oka, 2: czułek, 3: ciemię, 4: przedplecze, 5: nadustek, 6 szczęka, 7: głaszczek wargowy, 8: warga dolna, 9: dolna część oka, 10: przedpiersie, 11: panewka biodra

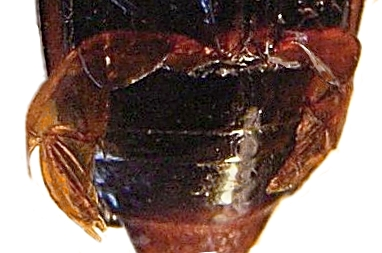
Tylne odnóże

Chrząszcze średniej wielkości. Gatunki europejskie nie przekraczają centymetra długości. Rodzina ta posiada kilka cech apomorficznych wyróżniających ją na tle wszystkich chrząszczy, w tym: podzielone oczy złożone, krótkie czułki o asymetrycznym i kubkowatym trzonku, zbitej, prawie trójkątnej nóżce i krótkim biczyku oraz środkowe i tylne odnóża w podobny sposób zmodyfikowane do pływania.
Ciało w obrysie owalne, o grzbietowej części wypukłej, a brzusznej nieco z tyłu wyniesionej. Głowa szeroka i krótka. Oczy złożone podzielone poprzecznym wyrostkiem na dwie części, z których jedna znajduje się na grzbietowej, a druga na brzusznej stronie głowy, przez co chrząszcz wygląda na czterookiego. Górna para służy do obserwowania tego co nad, a dolna tego co pod powierzchnią wody. Przedplecze trapezowate, znacznie szersze niż długie, ku przodowi zwężone. Śródplecze i zaplecze krótkie i zespolone ze sobą. Pokrywy odsłaniające przynajmniej częściowo analny sternit. Przedpiersie krótkie, z niewielkim wyrostkiem. Śródpiersie i zapiersie romboidalne i zespolone ze sobą. Na epistrernitach i epimerytach śródtułowia oraz episternitach zatułowia obecne głębokie wklęśnięcie dla odnóży przednich. Od zapiersia odchodzą boczne skrzydełka odgraniczające biodra środkowych i tylnych par odnóży. Epimeryty zatułowia uwstecznione, bywają wciągnięte w szew metapleuralny. Odnóża przednie normalnie rozwinięte, chwytne, środkowe i tylne zaś pławne, spłaszczone, o wielu częściach zredukowanych, pokryte długimi włoskami. Odwłok 8-segmentowy, przy czym I sternit niewidoczny. Dymorfizm płciowy uwidoczniony w postaci rozszerzonych w przylgi członów stóp przednich odnóży samców.

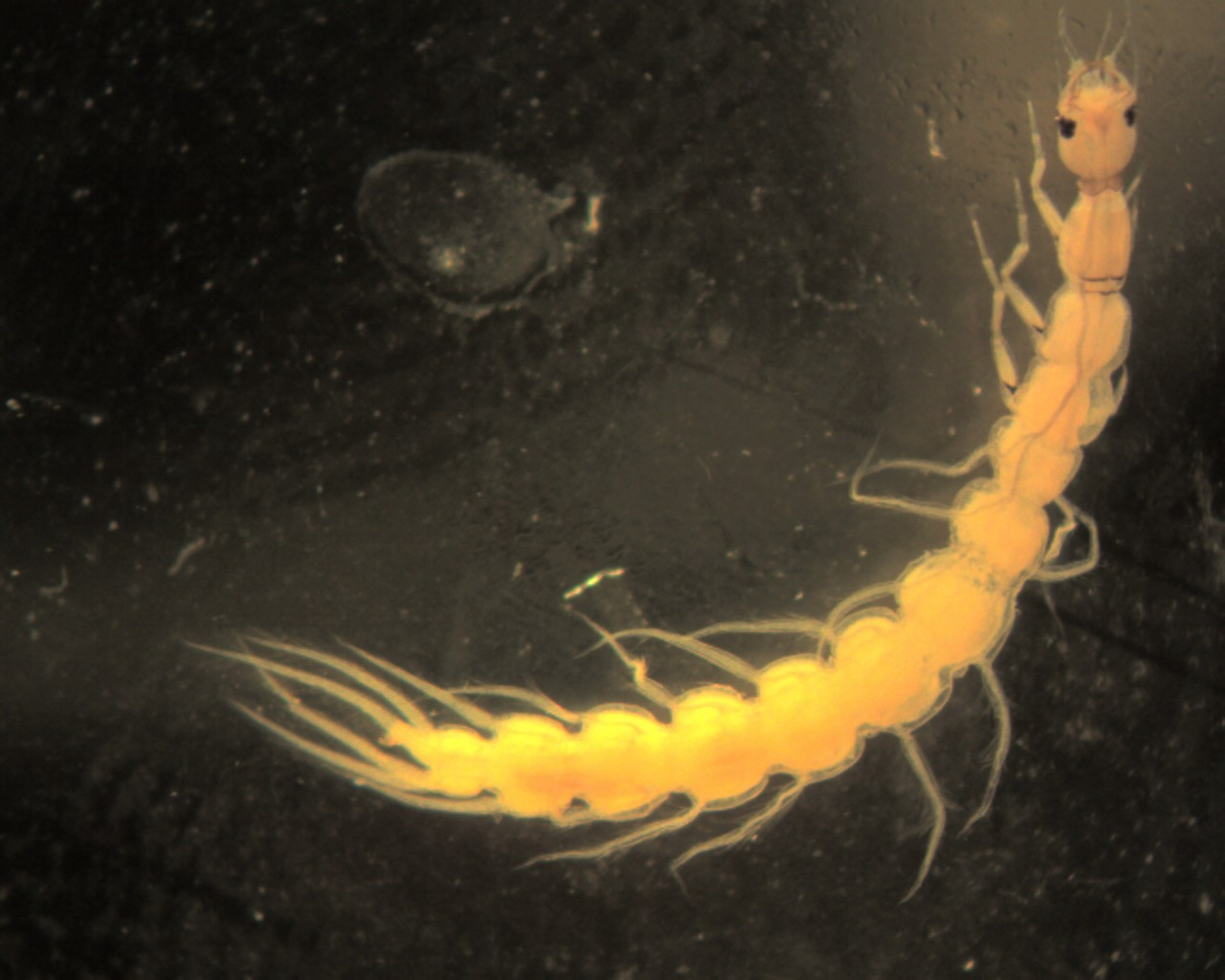
Larwa krętakowatych

Larwy również przystosowane do życia w wodzie. Wyposażone są w 10 par skrzelotchawek rozlokowanych po bokach odwłoka. Ich muskulaturę jest charakterystyczna dla rodziny.

## Biologia i ekologia

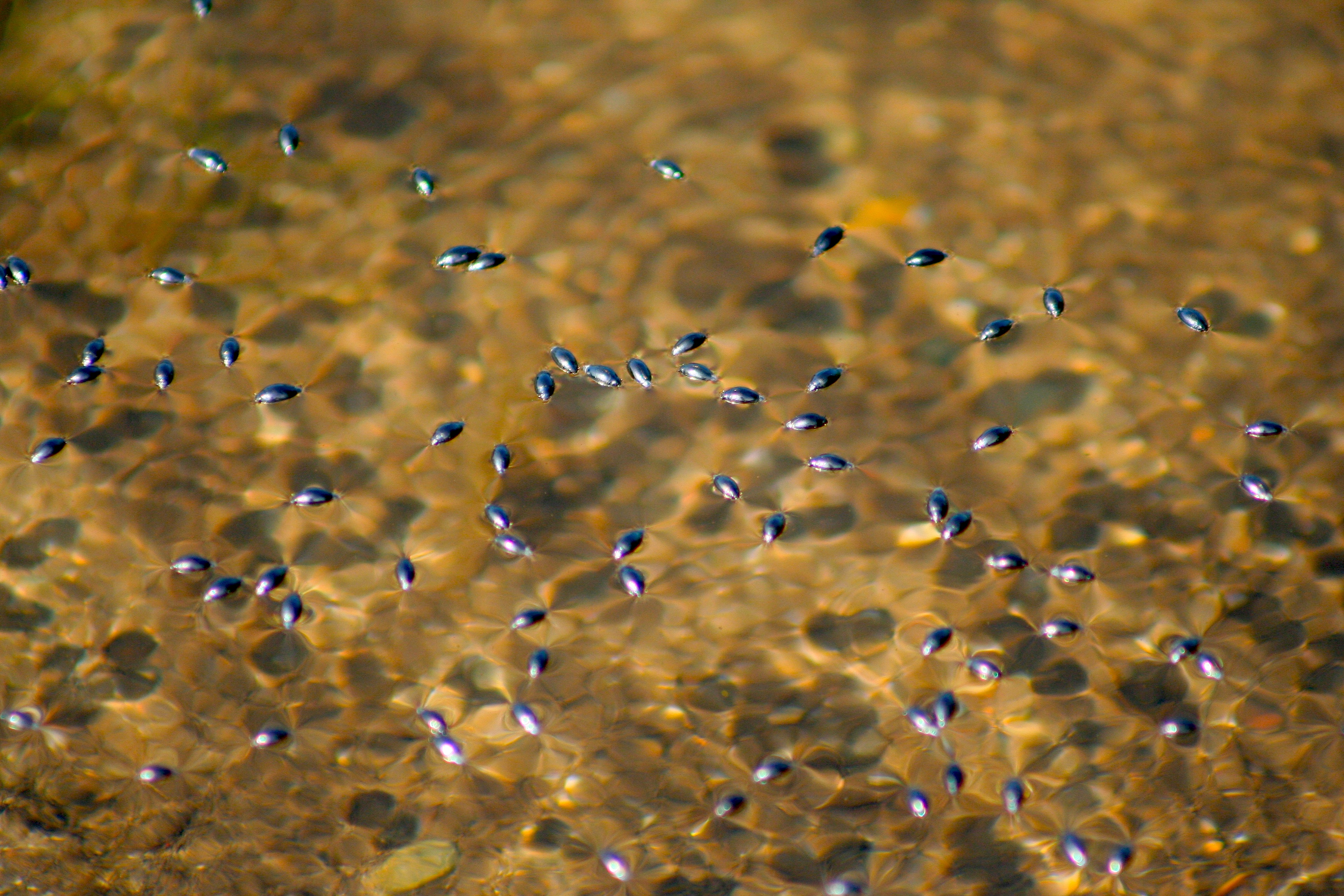
Krętakowate w środowisko naturalnym

Krętakowate są drapieżnikami, przystosowanymi do życia na powierzchni wód słodkich i słonawych, a więc wchodzącymi w skład pleustonu. Żyją zarówno w wodach stojących jak i bieżących. Po powierzchni poruszają się szybko, zataczając koła i spirale. Niekiedy zatrzymują się na wystających kamieniach lub pływających liściach. Mimo że dobrze nurkują, to, żeby woda nie wypierała ich na powierzchnię, muszą się czegoś przytrzymywać. Zwykle występują w zgrupowaniach, często wielogatunkowych, co ułatwia im wypatrywanie ofiar. Żywią się żywymi i martwymi owadami uwięzionymi na powierzchni wody.
Imagines żyją długo i zimują. Cykl rozwojowy larw trwa od 25 do 48 dni.

## Rozprzestrzenienie

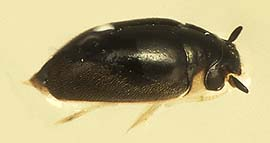
Spanglerogyrus albiventris, jedyny gatunek Spanglerogyrinae

Rodzina rozsiedlona kosmopolitycznie, znana ze wszystkich kontynentów z wyjątkiem Antarktydy. Najwięcej gatunków opisano z Azji Południowo-Wschodniej oraz Afryki. W Polsce stwierdzono 13 gatunków z tej rodziny. w tym 4 występują pospolicie, m.in. krętak pospolity (Gyrinus natator), a występowanie jednego – Gyrinus colymbus – na terenie kraju wymaga potwierdzenia.

## Systematyka
Dawniej zaliczano tu 3 podrodziny: Gyrininae, Enhydrinae i Orectochilinae. Po wyróżnieniu Spanglerogyrinae, taksony te obniżone zostały do rangi plemion w obrębie Gyrininae. W 2012 roku do osobnej podrodziny przeniesiono rodzaj Heterogyrus. W związku z tym wyróżnia się obecnie 3 podrodziny krętakowatych, z których dwie pierwsze są monotypowe, a ostatnia liczy około 900 opisanych gatunków:
- Spanglerogyrinae
- Heterogyrinae
- Gyrininae